# Ixora butterwickii
Ixora butterwickii là một loài thực vật có hoa trong họ Thiến thảo. Loài này được Hole mô tả khoa học đầu tiên năm 1919.